# Pfarrkirche Pertisau

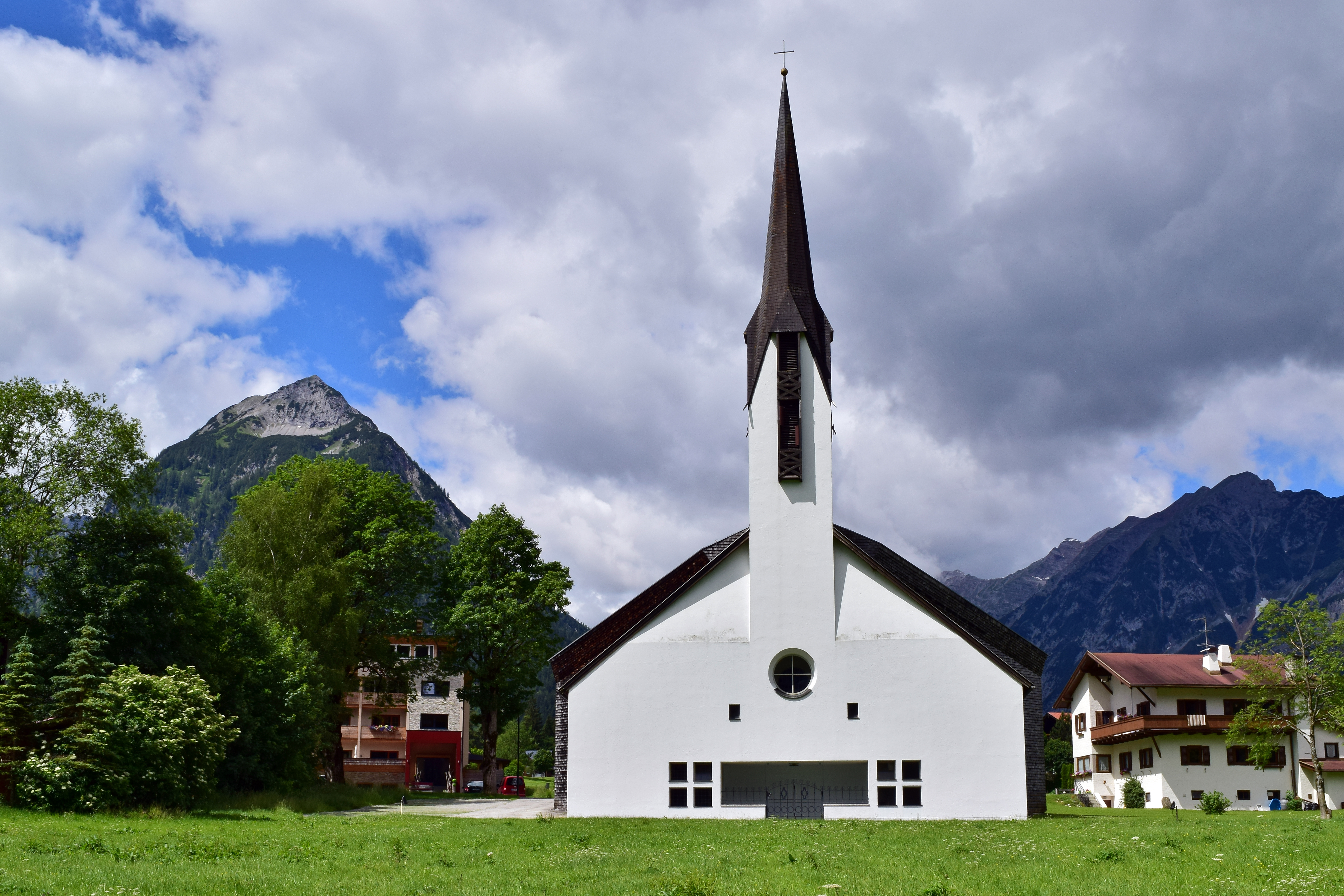
Kath. Pfarrkirche Hl. Dreifaltigkeit in Pertisau

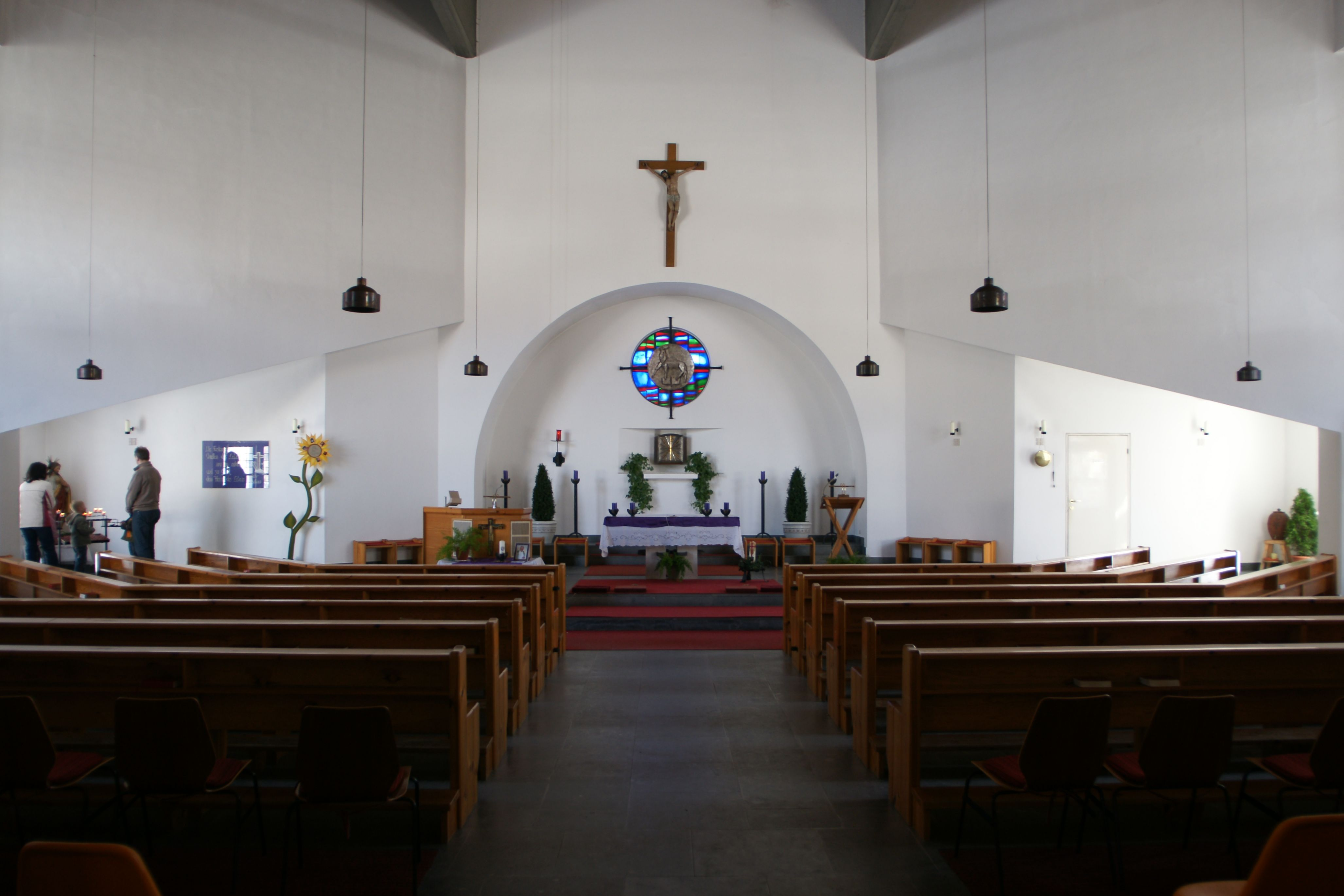
Innenansicht

Die römisch-katholische Pfarrkirche Pertisau steht in der Ortschaft Pertisau in der Gemeinde Eben am Achensee im Bezirk Schwaz in Tirol. Sie ist der Heiligen Dreifaltigkeit geweiht und gehört zum Dekanat Fügen-Jenbach in der Diözese Innsbruck. Das Bauwerk steht unter Denkmalschutz (Listeneintrag).

## Geschichte
Die Kirche wurde in den Jahren 1966 bis 1968 nach Plänen von Clemens Holzmeister errichtet. 1973 wurde das Gotteshaus zur Pfarrkirche erhoben.

## Kirchenbau
Die Kirche hat einen vieleckigen Grundriss und ist im Inneren von einer Holzdecke gedeckt.